# 2. německá fotbalová Bundesliga
2. Bundesliga (německy 2. Fußball-Bundesliga) je druhá nejvyšší profesionální fotbalová liga v Německu. Byla založena roku 1974 a hraje ji v současnosti 18 týmů.
Týmy na prvních dvou místech postupují do 1. Bundesligy a nahradí tam dva nejhůře umístěné týmy. Třetí nejlepší tým 2. Bundesligy se utká s třetím nejhorším z 1. Bundesligy v baráži, vítěz tohoto dvojzápasu logicky postupuje (či zůstává) do nejvyšší soutěže. Stejně tak automaticky sestupují dva nejhorší druhobundesligové týmy do 3. německé ligy. Třetí nejhorší tým vyzve v baráži třetí nejlepší třetiligový tým o účast v 2. Bundeslize.
Druhá Bundesliga je jednou z nejpopulárnějších neelitních ligových soutěží v Evropě, o čemž svědčí skutečnost, že byla v sezóně 2018/19 domovem tří z pěti druholigových klubů z hlediska návštěvnosti – Hamburku (1.), Kolína (2.) a St. Pauli (5.). Do desítky těchto nejnavštěvovanějších klubů náležely rovněž Dynamo Drážďany. Průměrná návštěvnost 2. Bundesligy činila 41 tisíc diváků v sezóně 2016/17 a 44 tisíc diváků v sezóně 2017/18.